# Giuseppe Bignami (poeta)
Giuseppe Bignami (1799 – 1873) è stato un poeta italiano.

## Biografia
Vissuto a Pavia, dove svolge la professione di tipografo, conobbe discreto successo nella prima metà dell'XIX secolo come poeta d'occasione sostenuto dall'amico Defendente Sacchi, scrivendo in quest'ambito composizioni in dialetto pavese come Oun adìo al sour Giovita Gaeraevaglia, L'ultim dì 'd Craenva'l e Ouna baembena in aengounia, ma anche traducendo dall'italiano opere come Lamento di Cecco da Varlungo del fiorentino Francesco Baldovini.

## Opere
- Un nuovo passatempo per l'anno 1835 (1834)
- Poesie pavesi di G.B. (1838)
- Alla cara memoria del dottor Defendente Sacchi : morto il 20. dicembre 1840 : sestine pavesi (1840)
- Il pittore Pasquale Massacra : versi in dialetto pavese (1846)
- Il pio orfanotrofio maschile di Pavia detto i Colombini : sestine in dialetto pavese (1849)
- Atto di rispetto offerto all'illustrissimo e reverendissimo monsignore don Angelo Ramazzotti assunto al pontificato di Pavia il 29 settembre 1850 : sestine pavesi (1850)